# Национални паркови Грчке
Национални паркови Грчке су ланац од 12 паркова, који Грчкој пружају изузетне лепоту очуване природе бројним планинским, врховима, језерима, водопадима, мочварама, кањонима и кречњачким пећинама. Они представљају само један део моћног природног окружења Грчке - убедљиву снагу - која је обликовала не само географију ове земље, већ и ток њене историје и искуство бројних генерација људи који живе и путују кроз ове паркове. Полазећи од ових вредности оснивање Националних паркова у Републици Грчкој имало је за циљ да се обезбеди заштита екосистема величанствених природних подручја и правилно газдовање и управљање њима, а код посетилаца створи свест и потреба да разумеју, цене и уживају у лепотама ових паркова, на начин који не доводи у питање њихов интегритет и девастирање.
Скоро 5% јако разуђене Грчке обале састоји се од еколошки осетљивих мочвара. Две трећине укупног становништва живи даље од 2 км од обале и већина значајних урбаних центара су приобални, док су скоро све туристичке инфраструктуре распоређене између острва и приобалног копна.

## Списак паркова
| Назив                           | Проглашен | Површина (ha) | Положај на карти                                                   | Слика |
| ------------------------------- | --------- | ------------- | ------------------------------------------------------------------ | ----- |
| Национални парк Енос            | 1962      | 2.862         | Национални паркови Грчке на карти Грчке · Национални паркови Грчке |       |
| Национални парк Алонисос        | 1992      | 208.713       | Национални паркови Грчке на карти Грчке · Национални паркови Грчке |       |
| Национални парк Ета             | 1966      | 7.210         | Национални паркови Грчке на карти Грчке · Национални паркови Грчке |       |
| Национални парк Олимп           | 1938      | 3.988         | Национални паркови Грчке на карти Грчке · Национални паркови Грчке |       |
| Национални парк Парнас          | 1938      | 3.513         | Национални паркови Грчке на карти Грчке · Национални паркови Грчке |       |
| Национални парк Парнита         | 1961      | 3.812         | Национални паркови Грчке на карти Грчке · Национални паркови Грчке |       |
| Национални парк Пинд            | 1966      | 6.927         | Национални паркови Грчке на карти Грчке · Национални паркови Грчке |       |
| Национални парк Преспа          | 1974      | 19.470        | Национални паркови Грчке на карти Грчке · Национални паркови Грчке |       |
| Национални парк Самариа         | 1962      | 4.850         | Национални паркови Грчке на карти Грчке · Национални паркови Грчке |       |
| Национални парк Сунион          | 1974      | 3.500         | Национални паркови Грчке на карти Грчке · Национални паркови Грчке |       |
| Национални парк Викос–Аос       | 1973      | 12.600        | Национални паркови Грчке на карти Грчке · Национални паркови Грчке |       |
| Национални морски парк Закинтос | 1999      | 13.500        | Национални паркови Грчке на карти Грчке · Национални паркови Грчке |       |
| Укупно:                         |           | 290.945       |                                                                    |       |

## Карактеристике и степен заштите
Сваки национални парк у Републици Грчкој састоји се од језгра и подручја око њих. Према закону Републике Грчке парк у основи не може бити мањи од 15.000.000 m2 (5,8 sq mi), са изузетком морских националних паркова. Околина мора бити већа од, или барем једнак величини језгра.
У језгру националног парка, могу се обављати само; научна истраживања, блажи облици рекреације и законом регулисане активности, везана за стицање информација које се односе на животну средине.
Оснивање зверињака, рибогојилишта, зидање зграда и путева, камповање и планинарење и изградња друге инфраструктуре је ограничена, а дозвољена је само у околини националног парка.